# Lucy Robinson
Lucy Robinson is een Brits televisieactrice.
Ze speelde onder meer de rollen van Robyn Duff in de serie Cold Feet, burgemeester Christabel Wickham in The Thin Blue Line, Louisa Hurst in Pride and Prejudice in 1995 en Mrs. Elton in de televisiebewerking van Emma uit 1996.
Ze speelde ook mee in de tweede Bridget Jonesfilm, waar ze de rol van Jayne vertolkte, en vertolkte kleine rollen in EastEnders en Doctor Who.